# Gare de Bad Bentheim
La gare de Bad Bentheim est une gare située à Bad Bentheim, Basse-Saxe. Elle est située sur la ligne Almelo-Salzbergen (de). Il y a une possibilité de correspondance avec la ligne Bad Bentheim-Nordhorn-Neuenhaus (de) des chemins de fer de Bentheim (de).

## Histoire
La gare est mise en service avec la ligne Almelo-Salzbergen (de) en 1865. En 1895, la ligne de l'arrondissement de Bentheim est ouverte de Bentheim à Neuenhaus, dont la gare de Bentheim Nord se trouve au nord-est de la gare d'État. En 1908, cette ligne est prolongée vers le sud jusqu'à Gronau, en traversant la gare d'État par un pont à l'Ouest de la gare. Dans les années 1950, la gare de Gildehaus est fermée. Depuis, Bad Bentheim est la dernière gare allemande avant la Frontière avec les Pays-Bas. La police des frontières et les douanes y contrôlent les voyageurs des trains transfrontaliers jusqu'à ce que le second Accord de Schengen supprime les contrôles aux frontières entre les États participants. Depuis que la ligne est électrifiée de bout en bout en 1976, le système de courant de traction néerlandais de 1500V continu et le système allemand de 15kV alternatif à 16,7Hz se rejoignent dans cette gare. Pour faciliter la gestion de l'exploitation, pratiquement toutes les sections de la ligne de contact au-dessus des voies de la gare peuvent être commutées individuellement. Si un train n'est pas tracté par une locomotive multisystème (de), il doit être réarrangé à Bad Bentheim. Il est cependant possible de manœuvrer avec traction électrique (de), ce qui rend superflues les locomotives de manœuvre indépendantes de la caténaire et n'est pas possible dans de nombreuses autres gares de changement de système. Des trajets avec des véhicules moteurs de tensions de caténaire différentes sont également possibles simultanément. Les sections de caténaire commutables individuellement permettent d'alimenter au choix l'une des deux tensions pour presque chaque possibilité de circulation. En raison de la forte courants de pointe (de) en exploitation en courant continu, les voies principales de la gare ainsi que les voies de ligne en direction de la frontière sont recouvertes d'un double fil de contact pour augmenter la section.

## Transports
Bad Bentheim est reliée au transport longue distance par les Intercity de la ligne 77 qui circulent toutes les deux heures. Les trains circulent entre la gare centrale d'Amsterdam via la gare centrale d'Amersfoort et Osnabrück-Hanovre ainsi que Berlin. Depuis le changement d'horaire de décembre 2023, il n'y a plus de changement de locomotive pour l'Intercity dans la gare de Bad Bentheim. Sur l'ensemble de la ligne, des locomotives multisystèmes de type Vectron des Nederlandse Spoorwegen sont utilisées à la place. Cette mesure, combinée à la suppression des arrêts à Minden, Wolfsbourg et Stendal, permet d'accélérer la ligne de 30 minutes. À partir du changement d'horaire de décembre 2025, des trains Intercity-Express de type ICE 3neo (de) seront mis en service sur la ligne jusqu'à ce que les ICE L (de) nouvellement acquis soient opérationnels
Avant le prolongement de la ligne des montagnes du Wiehen (RB 61) vers Hengelo, les trains en provenance de Rheine, Osnabrück et Bielefeld font demi-tour à la gare de Bad Bentheim. En raison de difficultés techniques liées au captage du courant sur le réseau électrique néerlandais, un service de substitution ferroviaire doit être mis en place dans un premier temps. L'exploitation de la liaison ferroviaire débute finalement le 26 février 2018.
Le long de la gare, la ligne des chemins de fer de Bentheim (de) mène d'Achterberg (jusqu'en 1981 de Gronau) à Coevorden aux Pays-Bas en passant par Nordhorn et Neuenhaus. Près de la gare se trouve également l'ancien bâtiment administratif de cette compagnie ferroviaire. La reprise du trafic voyageurs régulier a eu lieu le 7 juillet 2019 sous le nom de RB 56, alors qu'une reprise était initialement prévue à partir de fin 2018,,.
De décembre 2010 à décembre 2013, il existe une ligne ferroviaire régionale appelée Grensland Express (de). Elle est exploitée dans le cadre d'un projet pilote par la société Chemins de fer de Bentheim en collaboration avec l'entreprise de transport néerlandaise Syntus (de) entre Bad Bentheim et Hengelo via Oldenzaal. À la fin du projet, il avère qu'il n'y a pas assez de demande, et la ligne est abandonnée.

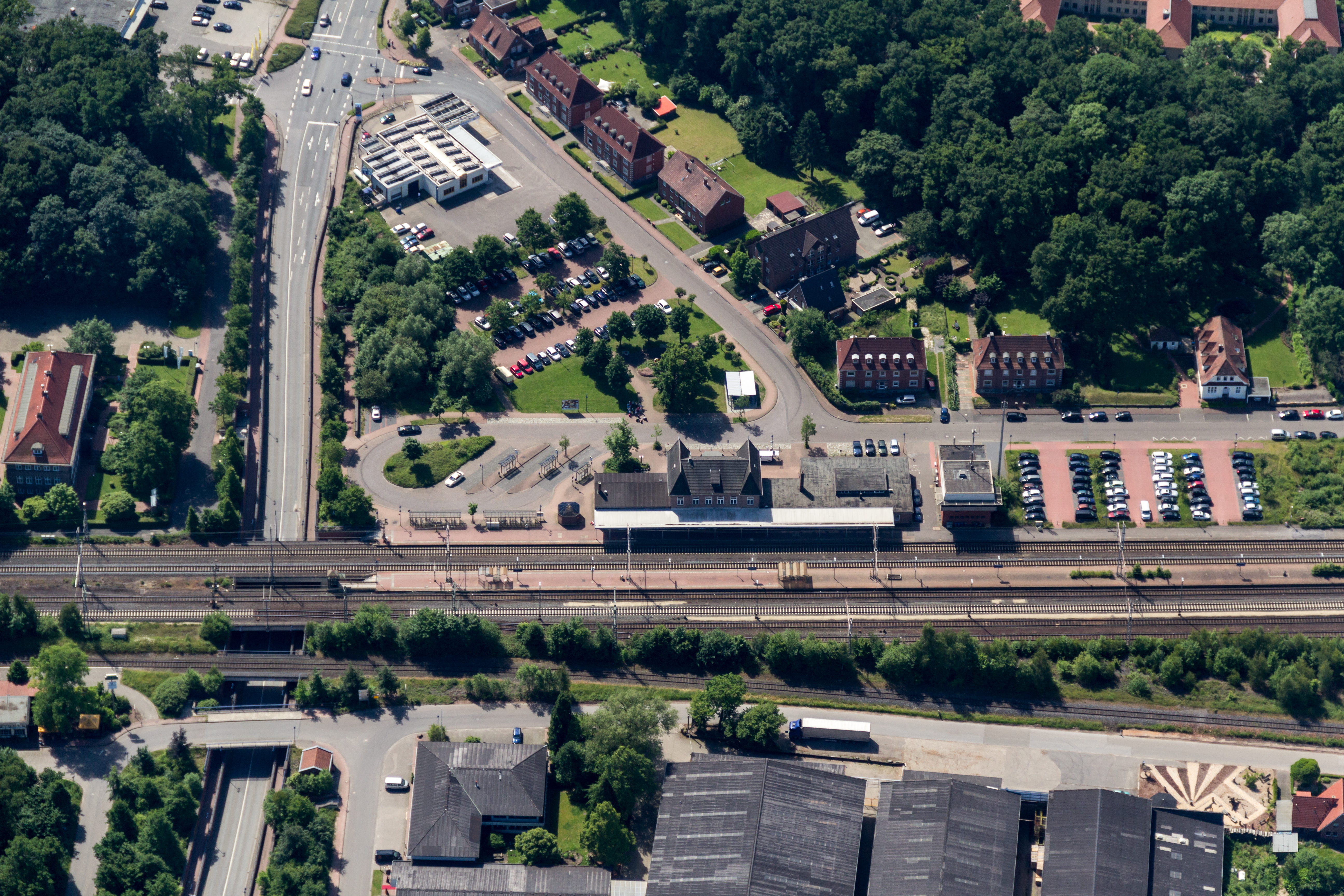
Bâtiment d'accueil avec le parvis de la gare et les quais avant le réaménagement

| Ligne                  | Tracé de la ligne | Fréquence |
| ---------------------- | --- | --------- |
| IC 77                  | Amsterdam – Hilversum – Amersfoort – Apeldoorn – Deventer – Hengelo – Bad Bentheim - Rheine – Osnabrück – Bünde – Hanovre – Berlin-Spandau - Berlin – Gare de l'Est de Berlin | 120 min   |
| Date: 12 décembre 2021 | |           |

## Bâtiment de la gare

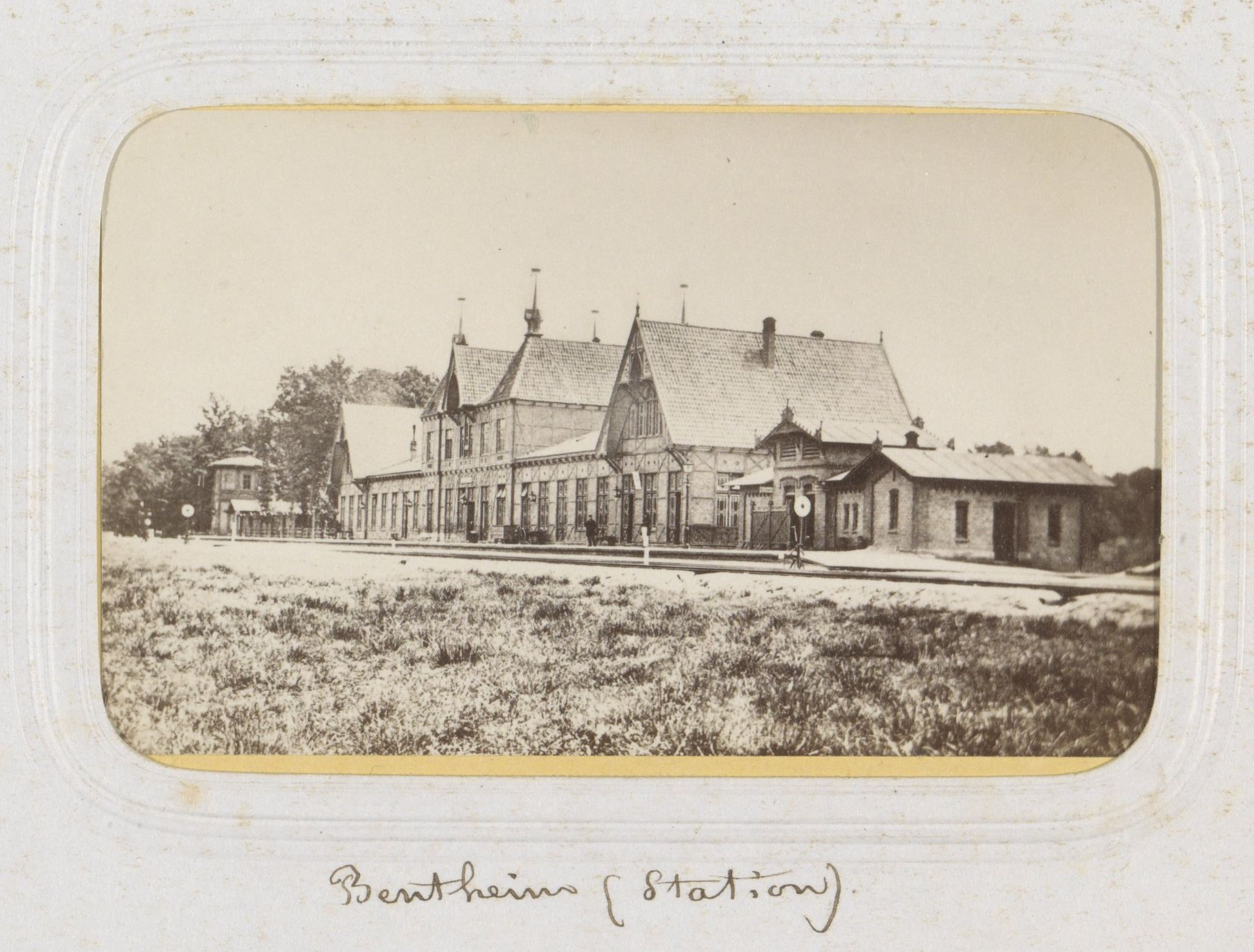
Photographie du bâtiment de la gare quelques années après l'ouverture de la ligne ferroviaire Almelo-Salzbergen (vers 1871)

Le bâtiment de la gare est inauguré en 1869 d'après les plans de l'architecte Franz Ewerbeck (de). Au cours des décennies suivantes, le bâtiment subit plusieurs transformations et rénovations. Dans les années 1920, les premières réflexions sur la modernisation ont eu lieu, car les installations de l'époque ne répondent plus aux exigences accrues du trafic transfrontalier de marchandises et de personnes. Les locaux de dédouanement, en particulier, sont insuffisants, ce qui conduit à des demandes répétées de transformation. Celles-ci restent cependant infructueuses dans un premier temps, et une modernisation complète du bâtiment n'est mise en œuvre que dans les années 1930, lorsque la Reichsbahn ajoute une nouvelle salle de révision pour le dédouanement et le traitement des bagages.
Après la Seconde Guerre mondiale, la Deutsche Bundesbahn reprend la gare. Dans les années 1980, le bâtiment fait l'objet d'une rénovation au cours de laquelle des éléments historiques, comme les peintures murales de l'affichiste Ferdy Horrmeyer, sont supprimés. En 2014/15, la ville de Bad Bentheim acquit le bâtiment et le vend ensuite aux chemins de fer de Bentheim. Dans le cadre du Projet Regiopa, qui prévoit l'extension des transports en commun, cette dernière réaménage entièrement le bâtiment d'accueil et les alentours de la gare pour un montant d'environ 4,4 millions d'euros. Une station de vélos est notamment construite. L'inauguration a lieu le 7 décembre 2018 après trois ans de travaux
La transformation du bâtiment d'accueil pour le rendre accessible aux personnes handicapées au printemps 2016 fait sensation en raison des mesures tardives prises par les chemins de fer de Bentheim. Le quai surélevé à 76 cm bloque, jusqu'à l'achèvement du nouvel accès, plusieurs portes qui sont auparavant le chemin habituel Un représentant de la compagnie ferroviaire recommande aux voyageurs d'entrer dans la gare par l'accès non accessible (à droite de l'entrée principale) pendant la période de transition. Cependant, des passagers accèdent au quai par une fenêtre du bâtiment de la gare située à côté de la salle de repos, en plaçant une chaise devant celle-ci La fenêtre, devenue célèbre grâce aux reportages des médias, notamment dans le magazine satirique Extra 3, a trouvé une place dans le hall de la gare après les travaux. Même dans une émission ultérieure de Extra 3, cette situation n'a pas changé et continuait de susciter l'amusement, notamment chez les touristes.
En septembre 2019, l'Allianz pro Schiene (de) décerne à la gare de Bad Bentheim le prix de Gare de l'année (de)